# Fondation Cartier
Die Fondation Cartier pour l'Art Contemporain ist ein Museum für zeitgenössische Kunst im 14. Arrondissement von Paris.
Die Stiftung wurde 1984 als Zentrum für zeitgenössische Kunst von der Firma Cartier gegründet. Als Ziel wird angegeben, Ausstellungen etablierter Künstler zu präsentieren sowie jungen Künstlern eine Gelegenheit zum Debüt zu bieten und ihre Arbeiten in die Sammlung zu übernehmen. 1994 zog die Stiftung in ein Gebäude am Boulevard Raspail, das der Architekt Jean Nouvel entwarf und zu dem ein von Lothar Baumgarten gestalteter Garten gehört.
Das Museum zeigt Ausstellungen zeitgenössischer internationaler Künstler und umfasst mehr als 1000 Arbeiten von 300 Künstlern. Zur Sammlung gehören monumentale Arbeiten wie The Monument to Language von James Lee Byars, Caterpillar von Wim Delvoye, Backyard von Liza Lou, La Volière von Jean-Pierre Raynaud und Everything That Rises Must Converge von Sarah Sze.
Die zeitgenössische Kunst Frankreichs ist unter anderem mit Werken folgender Künstlern vertreten:
- Vincent Beaurin
- Gérard Garouste
- Raymond Hains
- Jean-Michel Othoniel
- Alain Séchas
- Pierrick Sorin

Zu den hier ausgestellten Künstlern aus dem Ausland zählen unter anderem Arbeiten von
- James Coleman (Irland)
- Thomas Demand (Deutschland)
- Alair Gomes (Brasilien)
- William Kentridge (Südafrika)
- Bodys Isek Kingelez (Kongo)
- Guillermo Kuitca (Argentinien)
- Yukio Nakagawa (Japan) und
- Huang Yong Ping (China).

## Ausstellungen (Auswahl)
- 1986: Les Années 1960, la décade triomphante
- 1987: Hommage à Ferrari
- 1988: MDF des créateurs pour un matériau
- 1988: Vraiment faux
- 1991: La Vitesse
- 1992: À visage découvert – Machines d'architecture
- 1993: Azur
- 1994: Nobuyoshi Araki – Jean-Michel Alberola
- 1995: Vija Celmins – Thierry Kuntzel – James Lee Byars – Isek Kingelez – Défilés et Vestiaires von Macha Makeieff und Jérôme Deschamps – Malick Sidibé
- 1996: Double vie, Double vue – Comme un oiseau – Tatsuo Miyajima – Marc Couturier – By Night
- 1997: Amours – Coïncidences – Alain Séchas – Patrick Vilaire
- 1998: Issey Miyake – Être nature – Francesca Woodman – Panamarenko – Gérard Deschamps
- 1999: Sarah Sze – Herb Ritts – 1 monde réel – Radi Designers – Gottfried Honegger
- 2000: Bernard Piffaretti – Thomas Demand – Le Désert – J. D. 'Okhai Ojeikere – Guillermo Kuitca – Cai Guo-Qiang
- 2001: Gérard Garouste – William Eggleston – Un art populaire – Pierrick Sorin – Alair Gomes
- 2002: Ce qui arrive – Takashi Murakami – Fragilisme
- 2003: Daidō Moriyama – Jean-Michel Othoniel – les Yanomami -
- 2004: Hiroshi Sugimoto – Raymond Depardon – Pain couture von Jean-Paul Gaultier – Chéri Samba – Marc Newson -
- 2005: Juergen Teller – Ron Mueck – John Maeda – J'en rêve – Adriana Varejão – Rinko Kawauchi
- 2006: Tabaimo – Gary Hill – Agnès Varda – Tadanori Yokoo
- 2007: Lee Bul – Robert Adams – Rock'n'roll 39-59 – David Lynch
- 2008: Patti Smith – Andrea Branzi – César – Terre Natale, Ailleurs commence ici (Raymond Depardon / Paul Virilio)
- 2009: Beatriz Milhazes – William Eggleston – Né dans la rue
- 2010: Takeshi Kitano
- 2010/2011: Moebius-Transe-Forme über Jean Giraud
- 2011/2012: Mathematics: A Beautiful Elsewhere
- 2012: Histoires de Voir[1]
- 2013: Ron Mueck – Yue Minjun
- 2014: Diller Scofidio + Renfro
- 2015: Bruce Nauman.
- 2017: Autophoto. Katalog.[2]
- 2017/2018: Malick Sidibé - Mali Twist.[3]
- 2019: „Nous les arbres“ (Wir, die Bäume)[4]